# Thomas Freyer (Theologe)
Thomas Freyer (* 17. März 1952 in Braunschweig) ist ein deutscher katholischer Geistlicher und Theologe.

## Leben
Er studierte von 1972 bis 1980 Theologie, u. a. in Bonn und Paderborn. 1981 wurde er zum Doktor der Theologie promoviert. Im Jahr darauf wurde er zum Diakon geweiht, im Jahr darauf zum Priester.
Danach diente er der katholischen Kirche vier Jahre als Kaplan, bevor er zum Habilitationsstudium befreit wurde.
1992 wurde er habilitiert. Von 1997 bis zu seiner Emeritierung im Jahr 2011 war Thomas Freyer Professor der Dogmatik an der Universität Tübingen.

## Schriften (Auswahl)
- Pneumatologie als Strukturprinzip der Dogmatik. Überlegungen im Anschluß an die „Geisttaufe“ bei Karl Barth (= Paderborner theologische Studien, Bd. 12). Schöningh, Paderborn 1982, ISBN 3-506-76262-1.
- Zeit – Kontinuität und Unterbrechung. Studien zu Karl Barth, Wolfhart Pannenberg und Karl Rahner (= Bonner dogmatische Studien, Bd. 13). Echter, Würzburg 1993, ISBN 3-429-01477-8.
- Sakrament – Transitus – Zeit – Transzendenz. Überlegungen im Vorfeld einer liturgisch-ästhetischen Erschließung und Grundlegung der Sakramente (= Bonner dogmatische Studien, Bd. 20). Echter, Würzburg 1995, ISBN 3-429-01692-4.